# Xiangwang
Król Xiang z dynastii Zhou (chiń. 周襄王; pinyin Zhōu Xīangwáng) – osiemnasty władca tej dynastii i szósty ze wschodniej linii dynastii Zhou. Panował w latach 652–619 p.n.e.

## Panowanie
Jego małżonką była królowa Di, którą później z nieznanych przyczyn oddalił.
W 635 p.n.e. został chwilowo obalony przez swojego brata, księcia Dai, lecz powrócił na tron dzięki pomocy lokalnego księcia Wena (chiń. 文公) z Jin (晋). W zamian król Xiang nadał Wenowi tytuł hegemona (chiń. trad. 霸; pinyin bà).
Jego następcą został jego syn, Qingwang. 